# Municipio de Green (Dakota del Norte)
El municipio de Green (en inglés: Green Township) es un municipio ubicado en el condado de Barnes en el estado estadounidense de Dakota del Norte. En el año 2010 tenía una población de 84 habitantes y una densidad poblacional de 0,91 personas por km².

## Geografía
El municipio de Green se encuentra ubicado en las coordenadas 46°50′29″N 98°6′46″O / 46.84139, -98.11278. Según la Oficina del Censo de los Estados Unidos, el municipio tiene una superficie total de 92.75 km², de la cual 91,56 km² corresponden a tierra firme y (1,28 %) 1,19 km² es agua.

## Demografía
Según el censo de 2010, había 84 personas residiendo en el municipio de Green. La densidad de población era de 0,91 hab./km². De los 84 habitantes, el municipio de Green estaba compuesto por el 97,62 % blancos, el 2,38 % eran amerindios. Del total de la población el 0 % eran hispanos o latinos de cualquier raza.